# 蒼社川
蒼社川（そうじゃがわ）は、愛媛県中部の高縄半島の中央に源流を発し、北へ流れ燧灘に注ぐ川である。下流では今治平野を形成している。

## 概要
高縄半島のほぼ中央、松山市、東温市との境の白潰（しろつえ）の北壁に源流を発し、北流し、鈍川渓谷を形成。支流を集めつつ、今治市法界寺付近で今治平野に流れ込み、北東に流れを変え、やがて燧灘に注ぎ込む。上流は県立自然公園に指定されている。

## 歴史
高縄半島の上流域の大きく花崗岩質でもろく風化しやすいため、過去、藩政期から幾度か洪水の記録があり、川床の掘削を行った。幾度か上流に植林が試みられたが、決定打にはならなかった。
一方、「恵み」の部分として、洪積平野として今治平野を形成したほか、今治に水資源を供給し、タオル製造業や染色業の発達を促した。1971年（昭和46年）には上流に玉川ダムが整備され、旧・今治市とその周辺の自治体に農業用水、工業用水及び上水を供給している。

## 名称の由来
古くは「総社川」と記した。なお、今治市蒼社町は1976年（昭和51年）の住所表示によって作られた町名である。

## 流域の自治体
- 愛媛県今治市

## 今治越智地方水源の森
高縄半島南麓に広がる鈍川渓谷を中心とした森林であり奥道後玉川県立自然公園の指定区域にあり、今治越智地方水源の森として水源の森百選に指定されている。
| 山岳     | 面積(ha) | 標高(m)     | 人工林(%) | 天然林(%) | 主な樹種                   | 制限林                                                   | 種類                                     |
| -------- | -------- | ----------- | --------- | --------- | -------------------------- | -------------------------------------------------------- | ---------------------------------------- |
| 高縄半島 | 8,896    | 100 ～1,000 | 61        | 39        | スギ・ヒノキ・マツ・クヌギ | 水源かん養保安林、土砂流出防備保安林、土砂崩壊防備保安林 | 流水流水（蒼社川）、ダム貯水（玉川ダム） |

瀬戸内海式気候に代表される少雨地帯であり、今治市の貴重な水源林の役割を担っている。また各種の公共事業により治山、森林休養施設が整備されている。
- 所在地：愛媛県今治市大字鈍川（データは指定年1995年（平成7年）7月）

## 河川施設

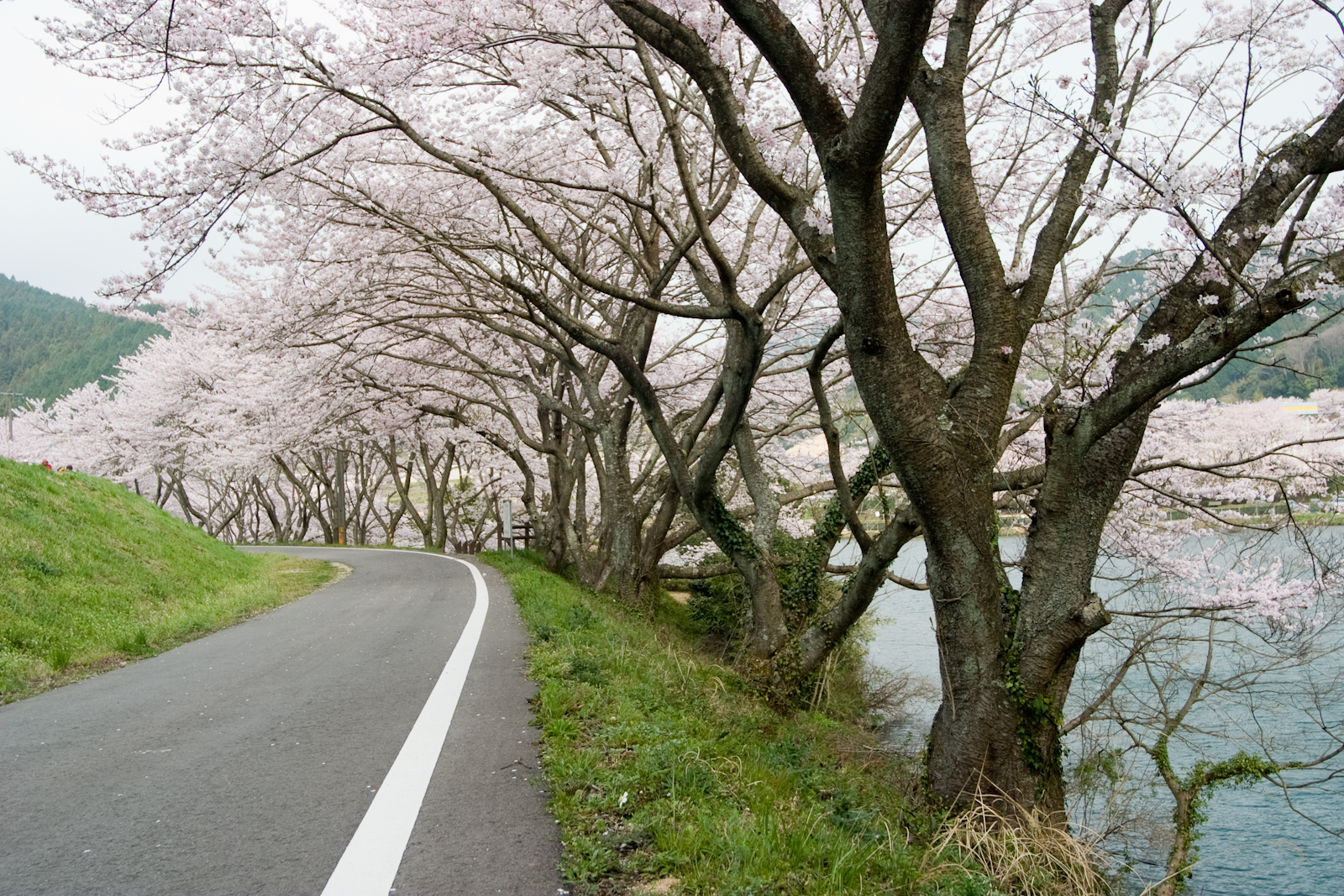
玉川ダム湖の桜

- 玉川ダム

## 主な橋梁
（燧灘）
- 港大橋
- 東門橋
- 城東橋
- 蒼社橋（愛媛県道38号今治波方港線）
- 新蒼社橋

（予讃線）
- 榎橋（えのきばし）
- 郷橋（愛媛県道156号桜井山路線）
- 蒼社川大橋（国道196号線）
- 山手橋（愛媛県道155号今治丹原線）
- 鴨部橋（かんべばし）
- 新永代橋

--- 以下略
（水源: 東三方ヶ森）

## 並行する交通
- 国道317号

## 主な支流
- 木地川、大野川、谷山川、御物川、泉川　など

## 流域の名所
- 鈍川温泉
- 蒼社渓 - 奥玉川とも称される。